# Hans von Bartels

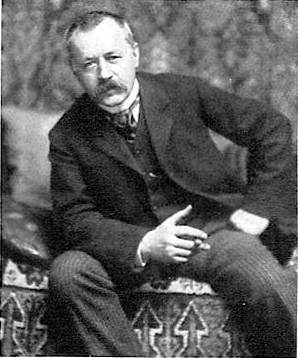
Hans von Bartels

Johann Nicolaus Heinrich von Bartels (* 25. Dezember 1856 in Hamburg; † 5. Oktober 1913 in München) war ein deutscher Maler.

## Leben
Von Bartels war ein Sohn des russischen Regierungsbeamten Dr. N. F. F. von Bartels, den er nur wenige Monate nach seiner Geburt verlor. Er begann bereits al 12-jähriger mit dem Fertigen von Skizzen, wenn er seine Mutter auf Reisen begleitete, wo er in Genf auch einem englischen Aquarellmaler begegnete, der ihm wertvolle Tipps gab. Er erlernte die Malerei drei Jahre lang bei dem Marinemaler Rudolf Hardorff in Hamburg, der aus dem Jungen einen Landschaftsmaler machen wollte. Er unternahm 1874 eine Studienreise nach Lütjenburg in Holstein, um die Bewegungen und Farben des Wassers zu studieren. Es folgten weitere Reisen zu den deutschen Küsten. Um 1876/1877 kam er zu Adolph Schweitzer an die Kunstakademie Düsseldorf. 1879 kam er, nach Hamburg zurückgekehrt, unter den Einfluss des jungen Carl Oesterley.
Im Winter 1879/1880 unternahm er eine Reise nach Rom und Pästum und führte in Italien Studien in Wasserfarben aus, die er später in Ölfarben ausführte. Nach der Rückkehr lieferte er Zeichnungen für das Krönersche Verlagswerk Künstlerfahrten an der Nord- und Ostsee. Danach ließ er sich mit seiner Frau, der Schriftstellerin Wanda von Bartels, 1885 in München nieder und wurde 1891 zum Professor für Malerei ernannt. Er war Mitglied im Hamburger Künstlerverein von 1832 und wurde Ehrenmitglied in führenden englischen, deutschen, holländischen, belgischen und österreichischen Kunstgesellschaften. Aus Berlin, München, Wien, Paris, Madrid und Budapest erhielt er jeweils eine Goldene Medaille, ferner 1892 das Ritterkreuz 1. Klasse des Königlich Sächsischen Albrechts-Ordens.
Bartels galt als einer der führenden deutschen Aquarellmaler, eine Technik, die er auch bei ungewöhnlich großen Formaten anwandte. Seine Ölgemälde wurden für ihre Energie gerühmt. Thematisch beschäftigte er sich hauptsächlich mit dem Meer und dem Leben der Fischer vor allem der niederländischen Küste. Er arbeitete sehr oft in Katwijk.
Eine Bildserie des Fotografen Carl Teufel bietet wohlinszenierte Einblicke in das großbürgerlich ausgestattete Atelierhaus des Künstlers.

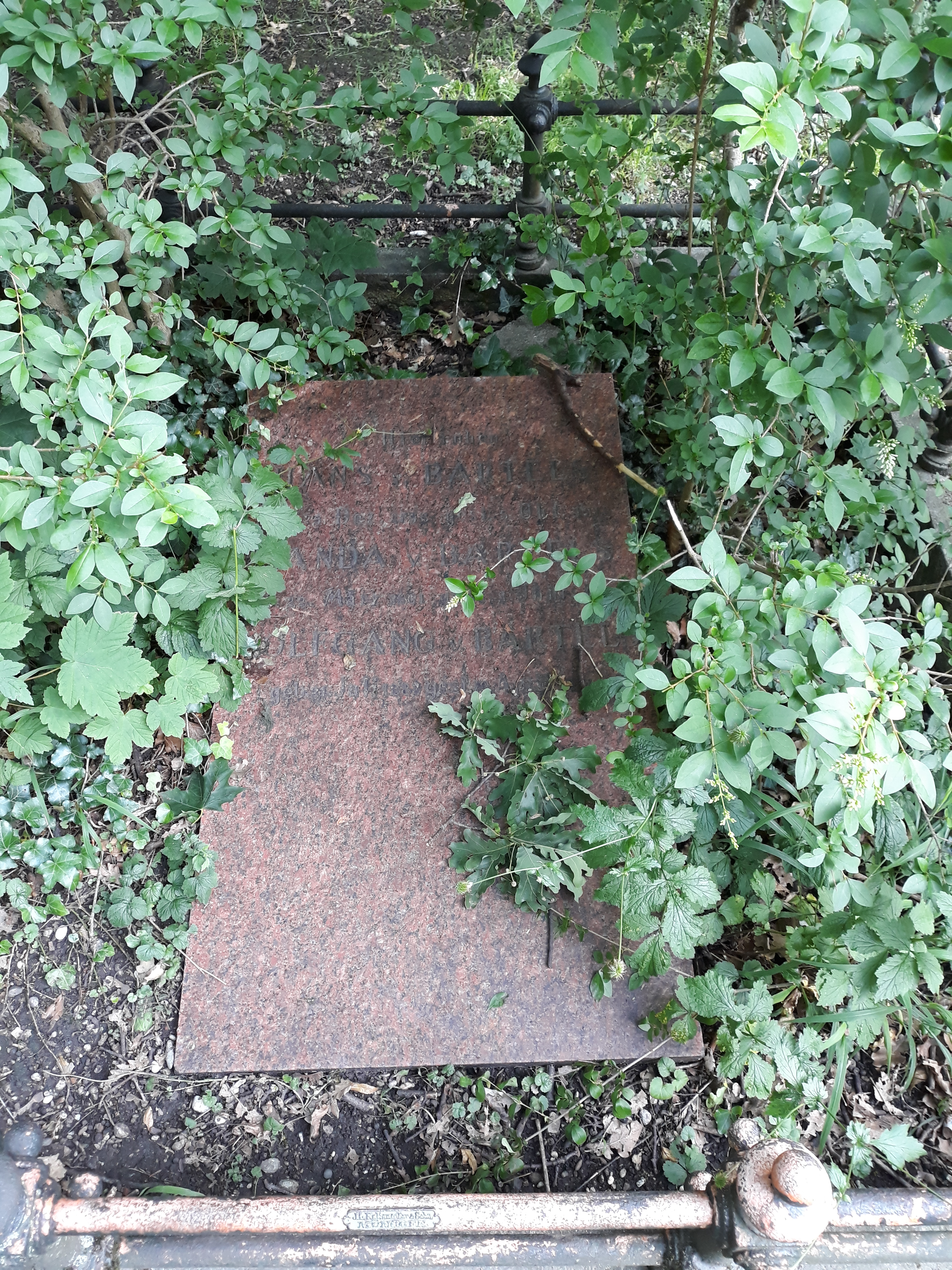
Das Grab von Hans von Bartels und seiner Ehefrau Wanda geborene Grohs auf dem Alten Nördlichen Friedhof München

Sein Sohn Wolfgang von Bartels (1883–1938) schlug eine Karriere als Pianist, Komponist und Musikkritiker in München ein. Seine Tochter Wera von Bartels(-Heimburg) (1886–1922) wurde ebenfalls Zeichnerin und Modelleurin.

## Werke (Auswahl)

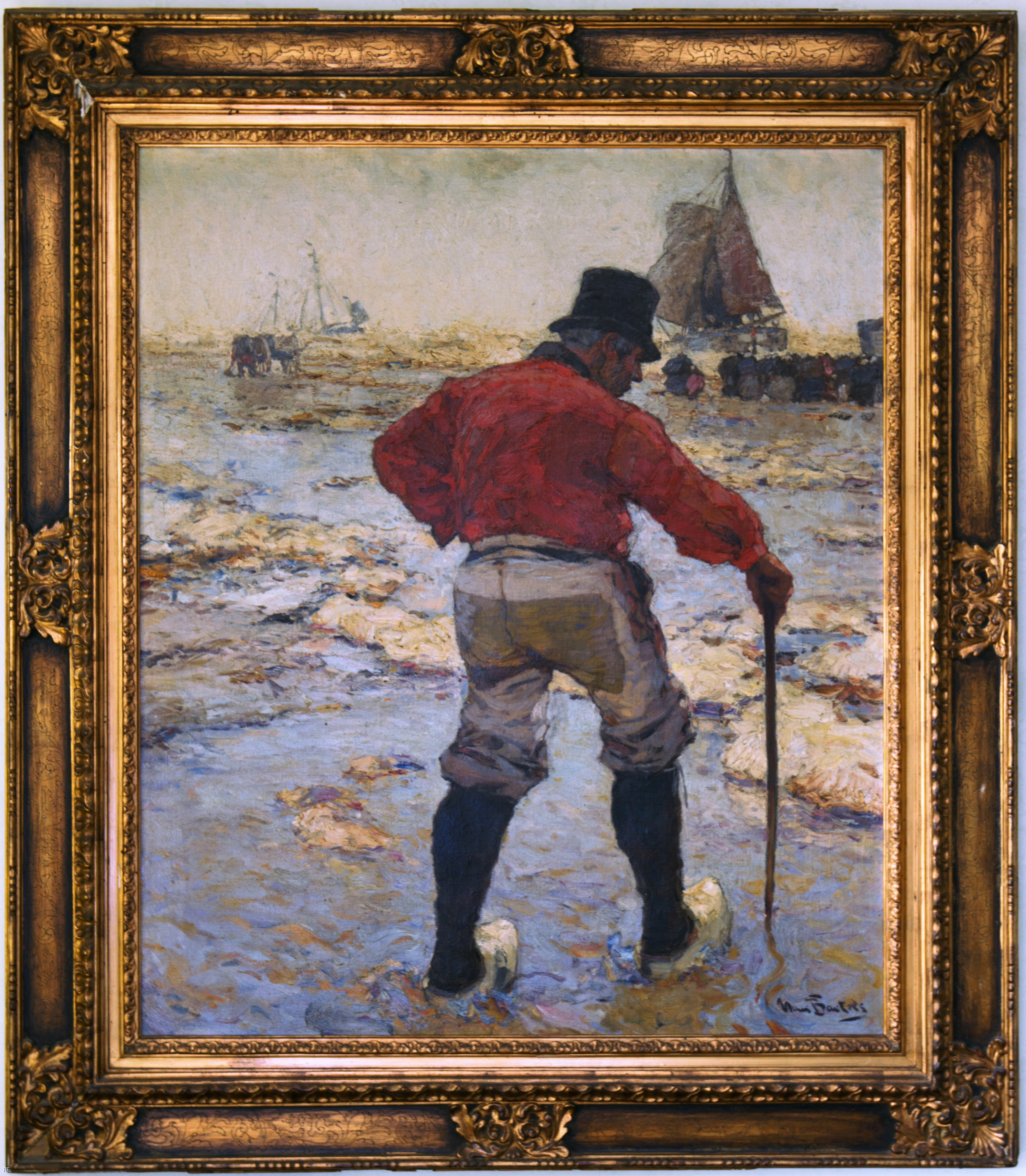
Briefträger im Wattenmeer

- Sturmflut
- Einsamer Strand
- Kartoffelernte in Rügen
- Sturm – Bornholm
- Mondschein auf dem Zuyder Zee
- Venedig

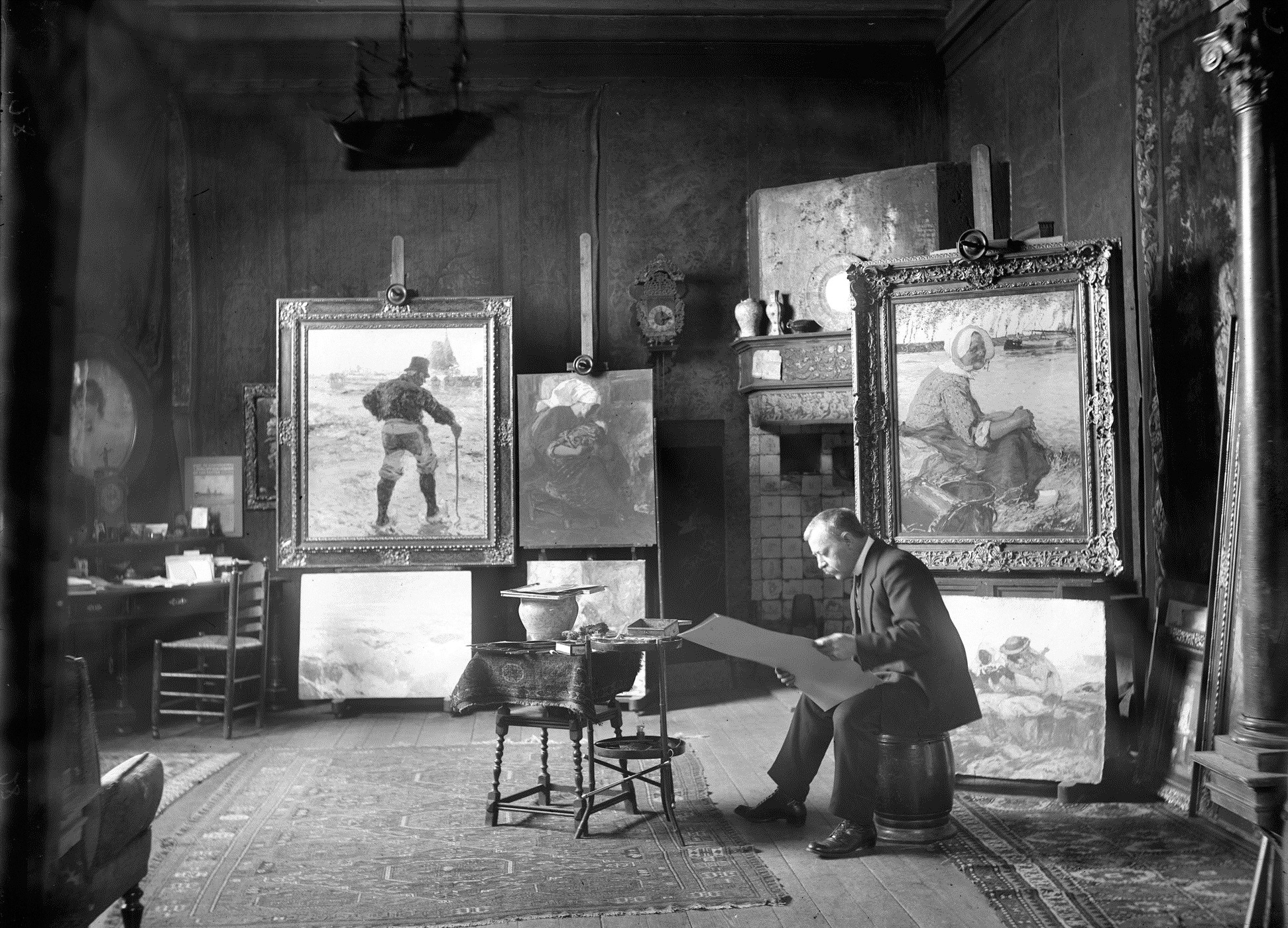
Hans von Bartels um 1900
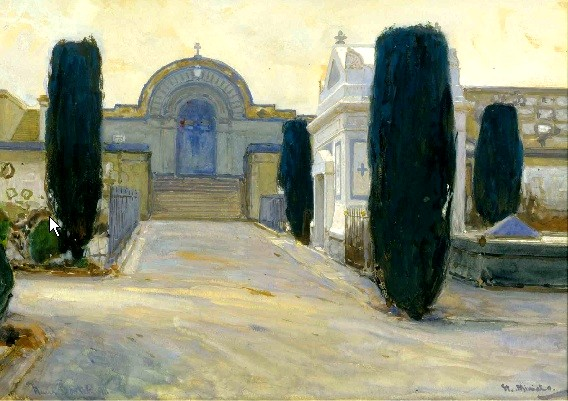
Der Friedhof Cimitero delle Porte Sante in Florenz
Rathaus mit Marktplatz in Lübeck anno 1881